# Wallfahrtskirche Baitenhausen

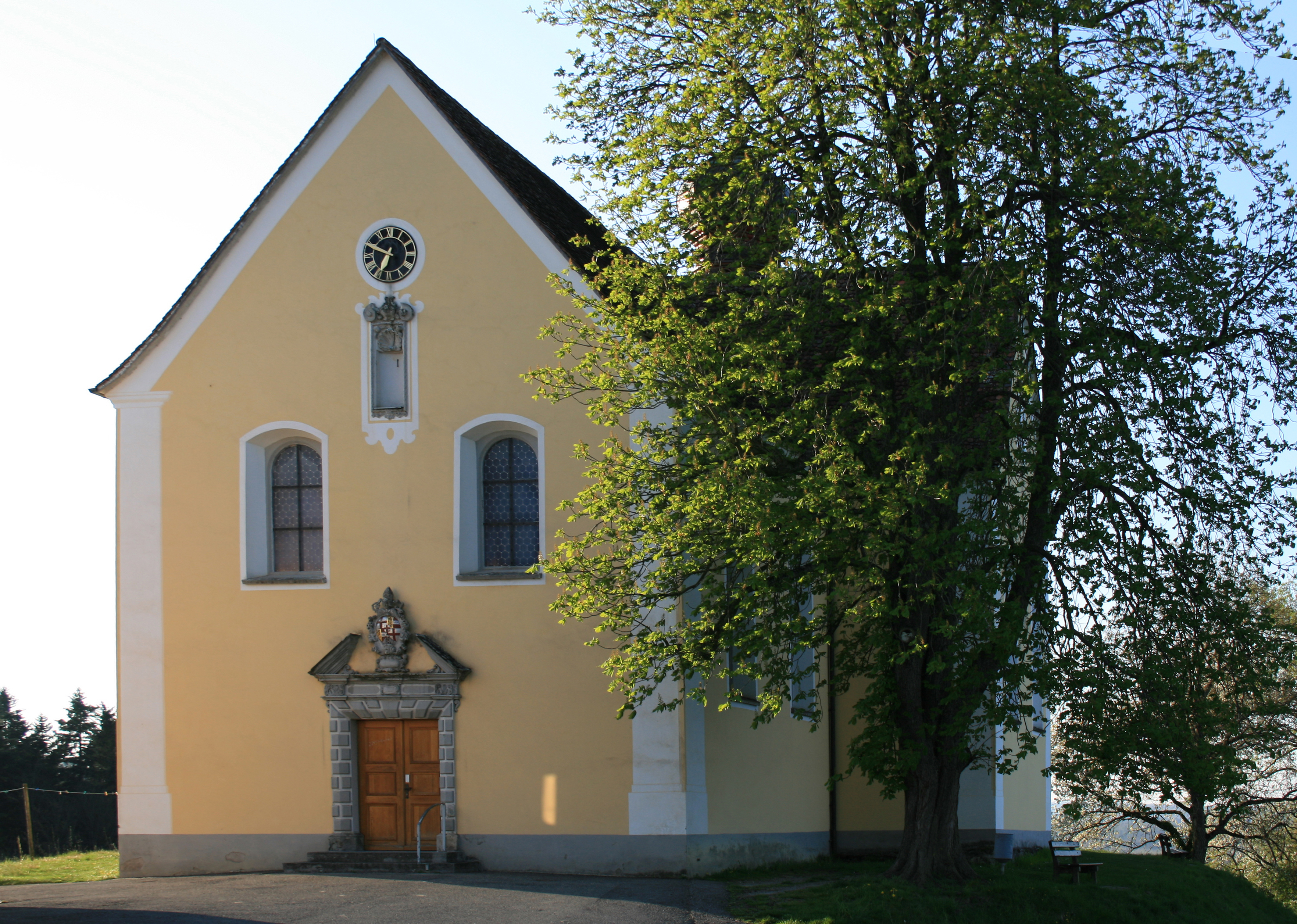
Wallfahrtskirche Baitenhausen

Die römisch-katholische Wallfahrtskirche Baitenhausen liegt in fast 500 m Höhe oberhalb des Dorfkerns von Baitenhausen, einem Stadtteil von Meersburg im Bodenseekreis. Sie trägt das Patrozinium Maria zum Berge Karmel (Skapulierfest, 16. Juli). Sie gehört zur Seelsorgeeinheit Meersburg im Dekanat Linzgau der Erzdiözese Freiburg.
Die Kirche liegt auf der Route der Oberschwäbischen Barockstraße. Von der Westseite der Kirche ergibt sich ein weiter Blick ins Salemer Tal. Das Wirtshaus neben der Wallfahrtskirche wurde 1712 gebaut.

## Geschichte

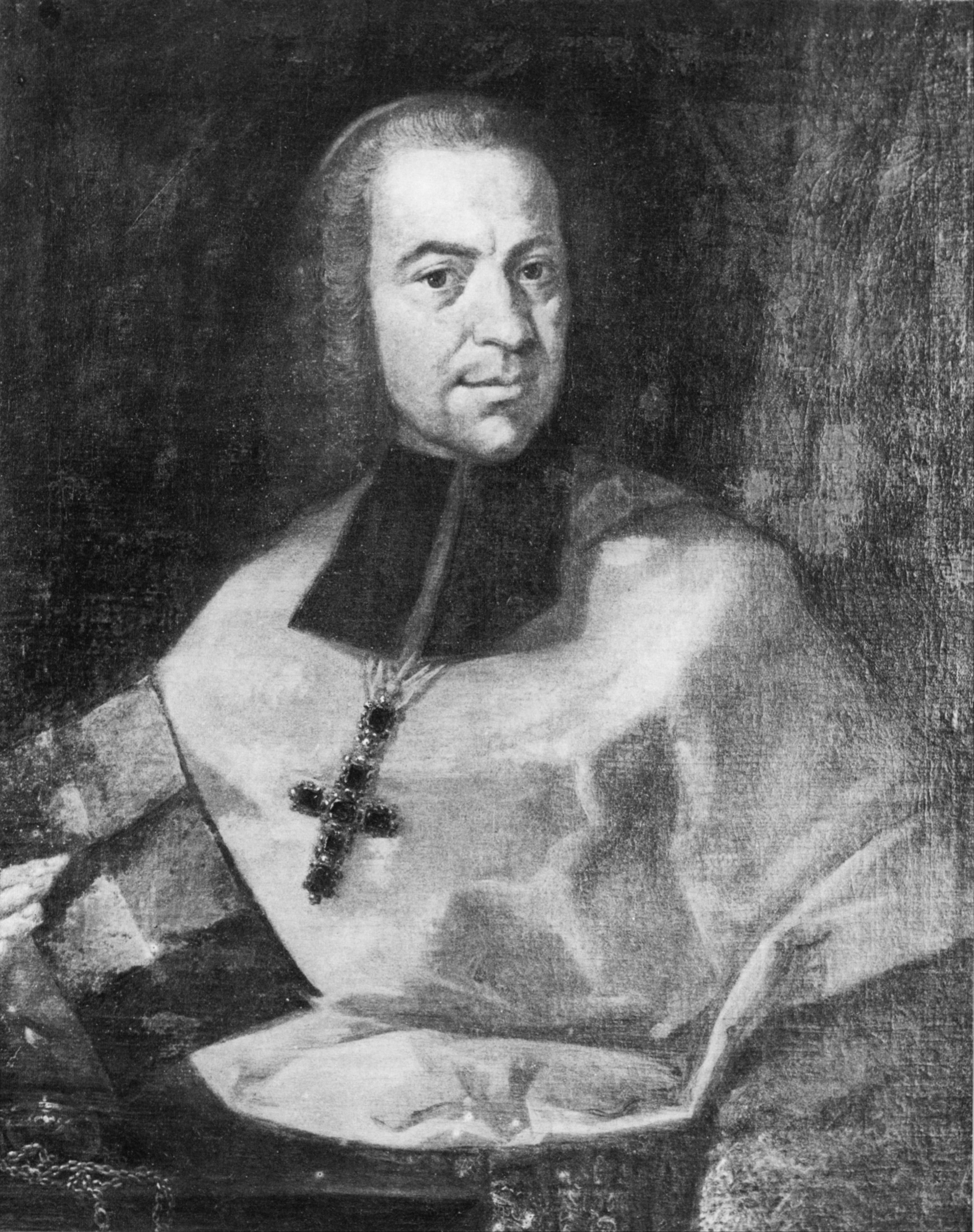
Franz Konrad von Rodt, Gemälde von Angelika Kauffmann

Die Kirche im Barockstil soll der Fürstbischof Marquard Rudolf von Rodt zum Dank für seine Errettung aus Seenot gestiftet haben. An ihn erinnern noch sein Wappen und die Jahreszahl 1702 über der Eingangstür zur Kirche. Die Kirche wurde 1704 geweiht. Die Bauarbeiten wurden während der Regierungszeit (1750–1775) seines Neffen Franz Konrad von Rodt wieder intensiver betrieben.
In den Jahren 1964/1965 wurde die Kirche außen und innen restauriert, 1997 wurde der Dachreiter saniert. Neuerliche Renovationsarbeiten an der Wallfahrtskirche außen und innen wurden 2021 durchgeführt, die Kosten beliefen sich auf 570.000 Euro.

## Glocken
Im mittig über dem Dachfirst stehenden hölzernen Dachreiter befinden sich drei Glocken. Die beiden größeren wurden 1973 in der Karlsruher Glocken- und Kunstgießerei aus Glockenbronze gegossen, die kleine 1617 von Eronimus Gesus, Konstanz. Die Stimmung des Glockengeläuts bildet einen d-moll-Akkord.
| Glocke | Durchmesser | Gewicht | Schlagton |
| ------ | ----------- | ------- | --------- |
| 1      | 690 mm      | 218 kg  | d"+6      |
| 2      | 590 mm      | 140 kg  | f"+9      |
| 3      | 520 mm      | 080 kg  | a"+7      |

## Innenraum

### Altäre
Die Kirche hat vier Altäre. Der Hochaltar zeigt die Muttergottes-Statue vor dem gelb strahlenden Fenster. Über sich den Heiligen Geist und darüber einen Stern („Maris stella - Meerstern“). Rechts im Schiff befindet sich der Wendelinsaltar mit einem Holzbild des Heiligen. Rechts davor befindet sich der heilige Kreuzaltar mit Kreuz, Weltkugel und dem Symbol Gottes. Der Kreuzaltar enthält einen Durchbruch zur freien Sicht auf die dahinter liegende Wendelinskapelle. Links im Schiff befindet sich der Josephsaltar mit einer Statue von Joseph.

### Gemälde
Sehenswert sind die zwei Deckengemälde mit Landschaftsdarstellungen von Johann Wolfgang Baumgartner (1760). Die Entstehungsgeschichte der Kapelle wird dargestellt: Errettung und Dank für die Errettung des Fürstbischofs. Die Szenen wurden später von seinem Neffen Fürst-Kardinal Franz Konrad von Rodt in Auftrag gegeben.

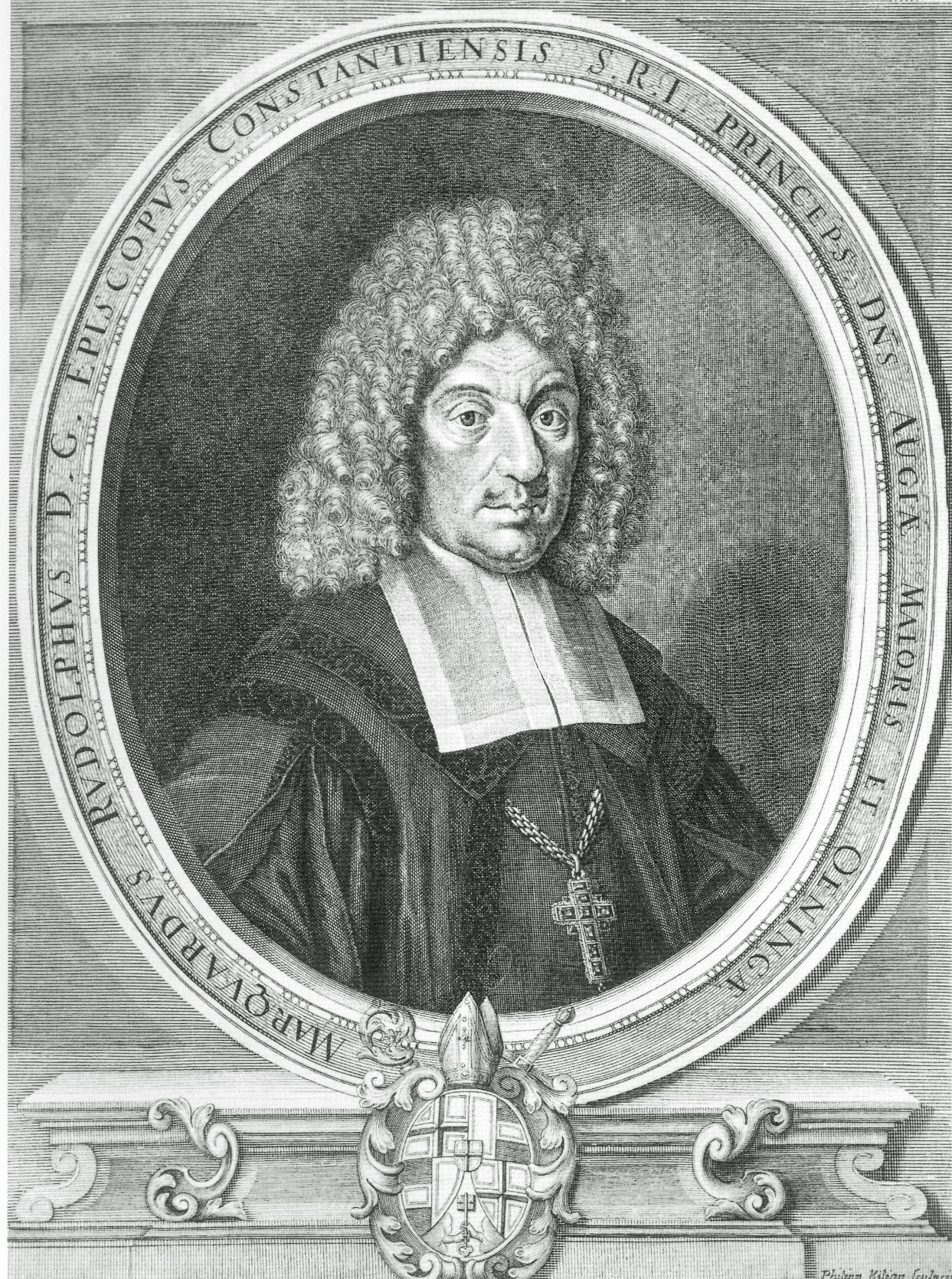
Marquard Rudolf von Rodt

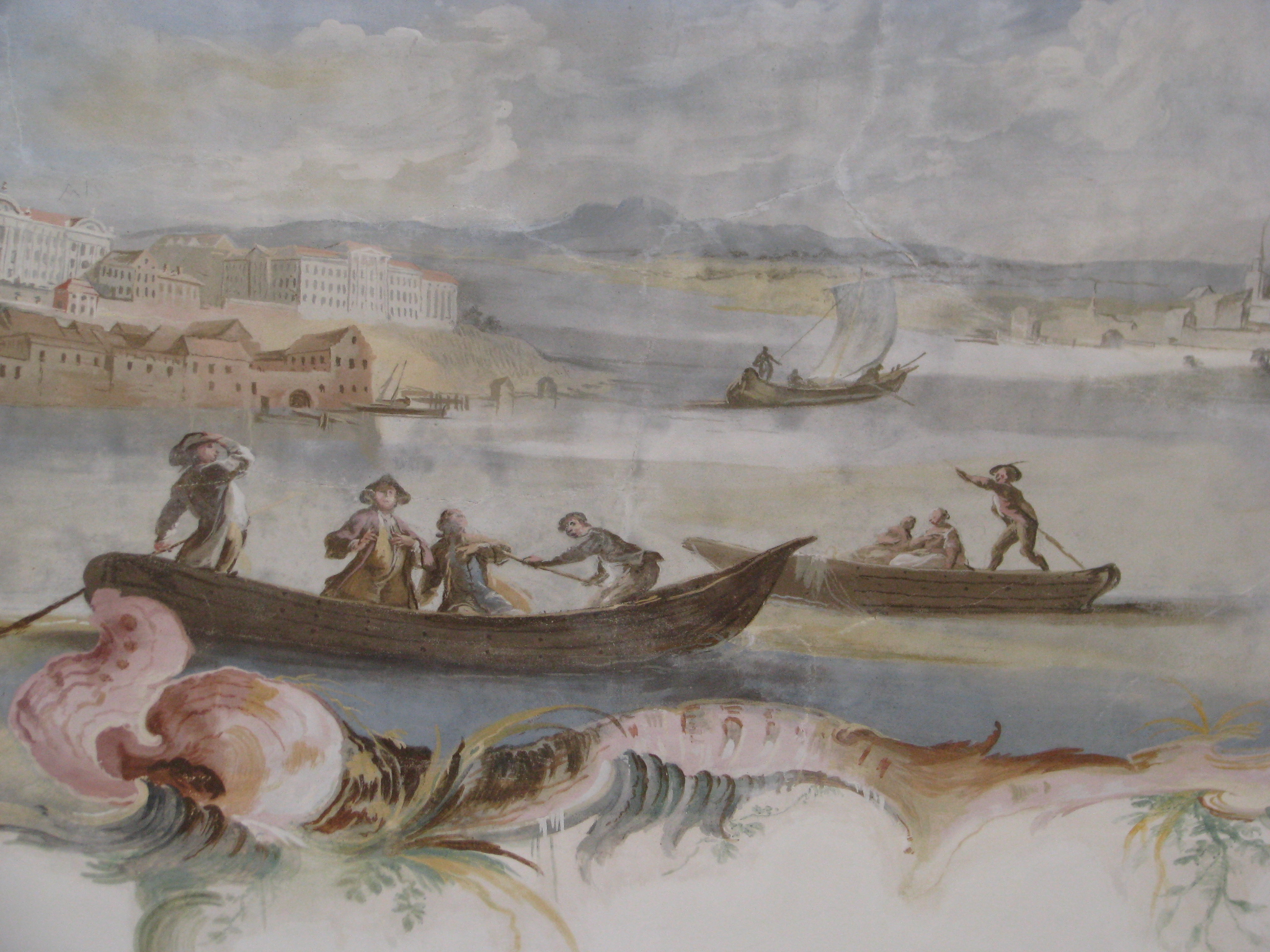
Meersburg im Bauzustand von 1750 im linken Deckengemälde der Wallfahrtskirche Baitenhausen

Im Fresko an der Decke des linken Querhauses ist die Veranlassung zur Erbauung dargestellt. Der Fürstbischof befindet sich auf der Fahrt über den Bodensee von Konstanz zu seiner Residenz in Meersburg. Auf dem Bodensee befinden sich zwei zerbrechliche Boote mit Passagieren. In Seenot ruft er Gott um Beistand an. Gezeigt wird die Szene, wie er Meersburg nun wieder bei glatter See und Mondschein ansteuert. Meersburg ist hier im Bauzustand von 1750 dargestellt. Die Schrift im Deckenbild ist ein Lobpreis auf Maria: „Schön wie der Mond“.

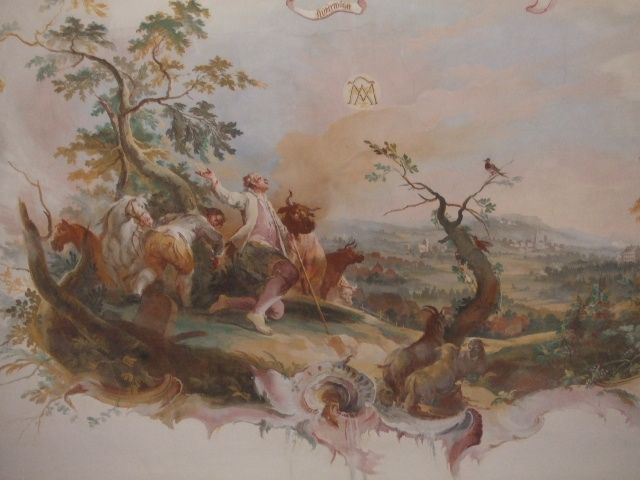
Silhouette von Bermatingen bis Markdorf im rechten Deckengemälde der Wallfahrtskirche Baitenhausen

Im Decken-Fresko des rechten Querhauses ist die Findung des Platzes, an dem die Kapelle erbaut werden soll, dargestellt. Der Fürstbischof steht auf einem Hügel über Baitenhausen und zeigt einem Hirten den Bauplatz. Ein aufziehendes Gewitter vergeht durch die Fürbitte der Jungfrau Maria. Dargestellt ist der Zustand mit dem lobpreisenden Fürstbischof auf der Anhöhe, dem künftigen Standort der Kirche. Bei strahlender Sonne erbaut er sich an der Aussicht nach Nordosten in sein Herrschaftsgebiet mit der Silhouette von Bermatingen, Markdorf und Schloss Ittendorf. Die Schrift im Deckenbild preist Maria als „Auserwählt wie die Sonne“.

### Bilder und Skulpturen aus anderen Kapellen
Aus der alten Kapelle im Dorf wurden Altäre und Heiligenfiguren übertragen: an der linken Mauer vor dem Hochaltar der Pestheilige Rochus mit Stab aus der 2. Hälfte des 17. Jahrhunderts, an der rechten Mauer vor dem Hochaltar der von Pfeilen durchbohrte Sebastian aus der 1. Hälfte des 17. Jahrhunderts. Das Gemälde Mariä Himmelfahrt von J. Esperlin stammt als Geschenk der Fürstenfamilie aus der Schlosskapelle Heiligenberg. Die Kapellenorgel wurde 1891 vom Meersburger Priesterseminar gekauft.

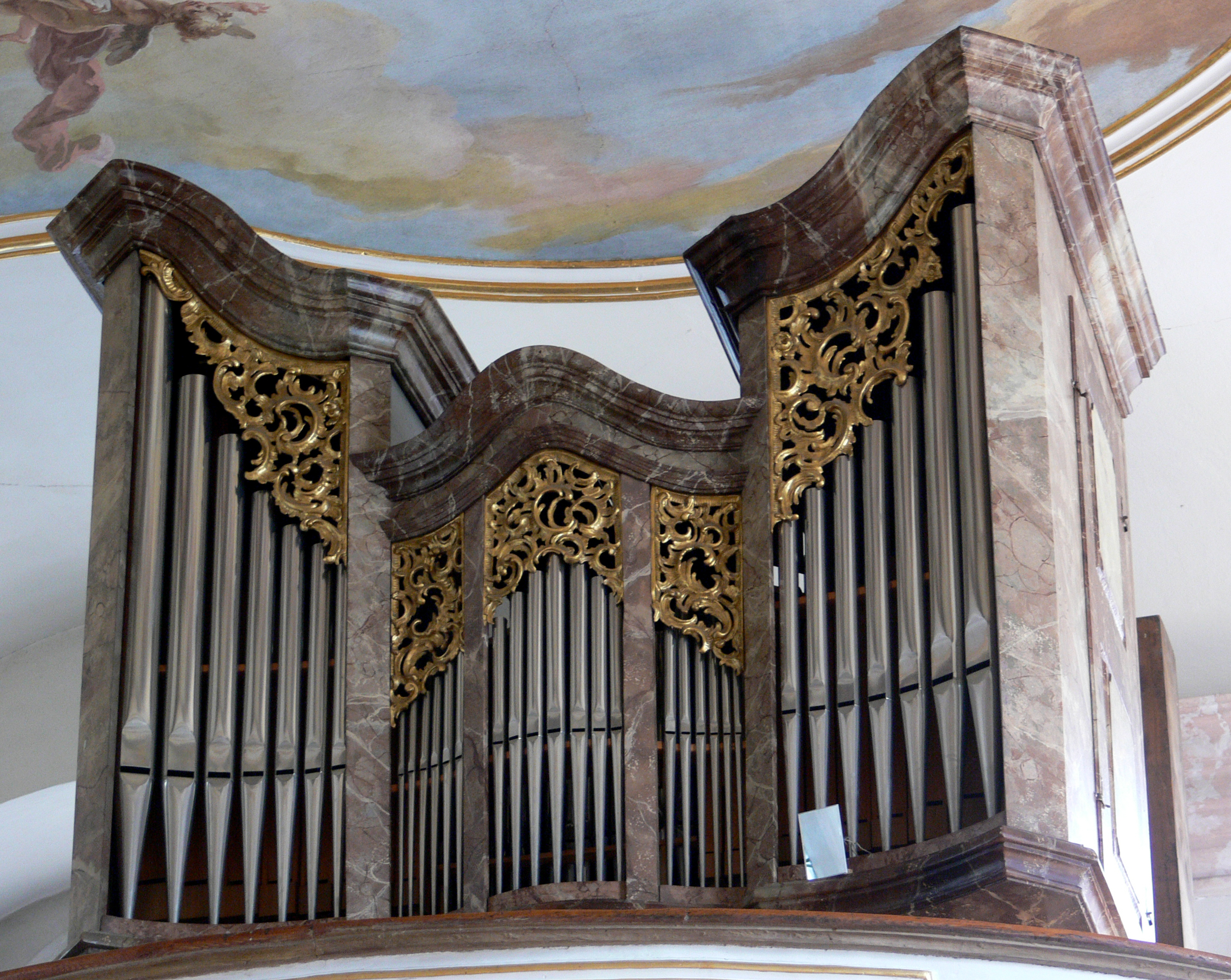
Orgel

### Orgel
Die kleine Orgel auf der hinteren Empore über dem Eingangsbereich wurde 1768 von Johann Georg Aichgasser und Conrad Keppner für die Seminarkirche in Meersburg gebaut. 1891 wurde sie von Wilhelm Schwarz umgesetzt. 1958 wurde das Instrument von Firmennachfolger Eugen Pfaff restauriert und 1986 rekonstruiert. Es hat zehn Register auf einem Manual und Pedal.

### Ewiges Licht
Das „Ewige Licht“ ist eine Stiftung von Therese-Louise Freifrau Droste zu Hülshoff, geb. von Haxthausen (Adelsgeschlecht) (1772–1853), der Mutter der Dichterin Annette von Droste-Hülshoff, die gelegentlich auf Burg Meersburg zu Besuch war.

## Wallfahrten
Die Wallfahrtstage sind:
- zweiter Sonntag im Juli: Skapulierfest des Karmeliten-Ordens
- 20. Oktober: Wendelinstag

Der Pfarrer von Hagnau in den Jahren 1869–1884, Heinrich Hansjakob, wallfahrtete jedes Jahr im Mai mit den Hagnauern zur Muttergottes-Kapelle in Baitenhausen.

## Skapulierfest

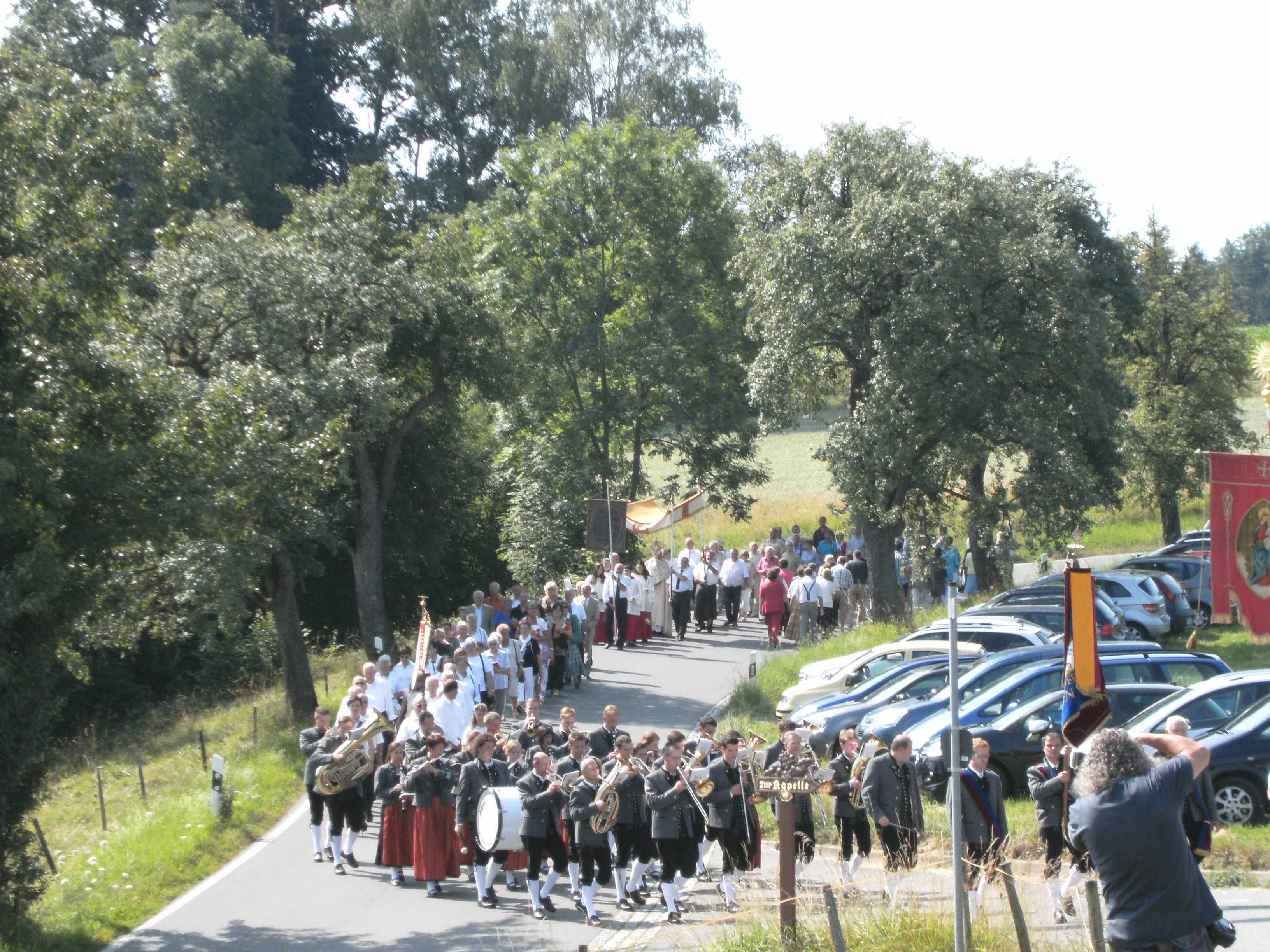
Rückkehr der Patroziniumsprozession zur Wallfahrtskirche Baitenhausen

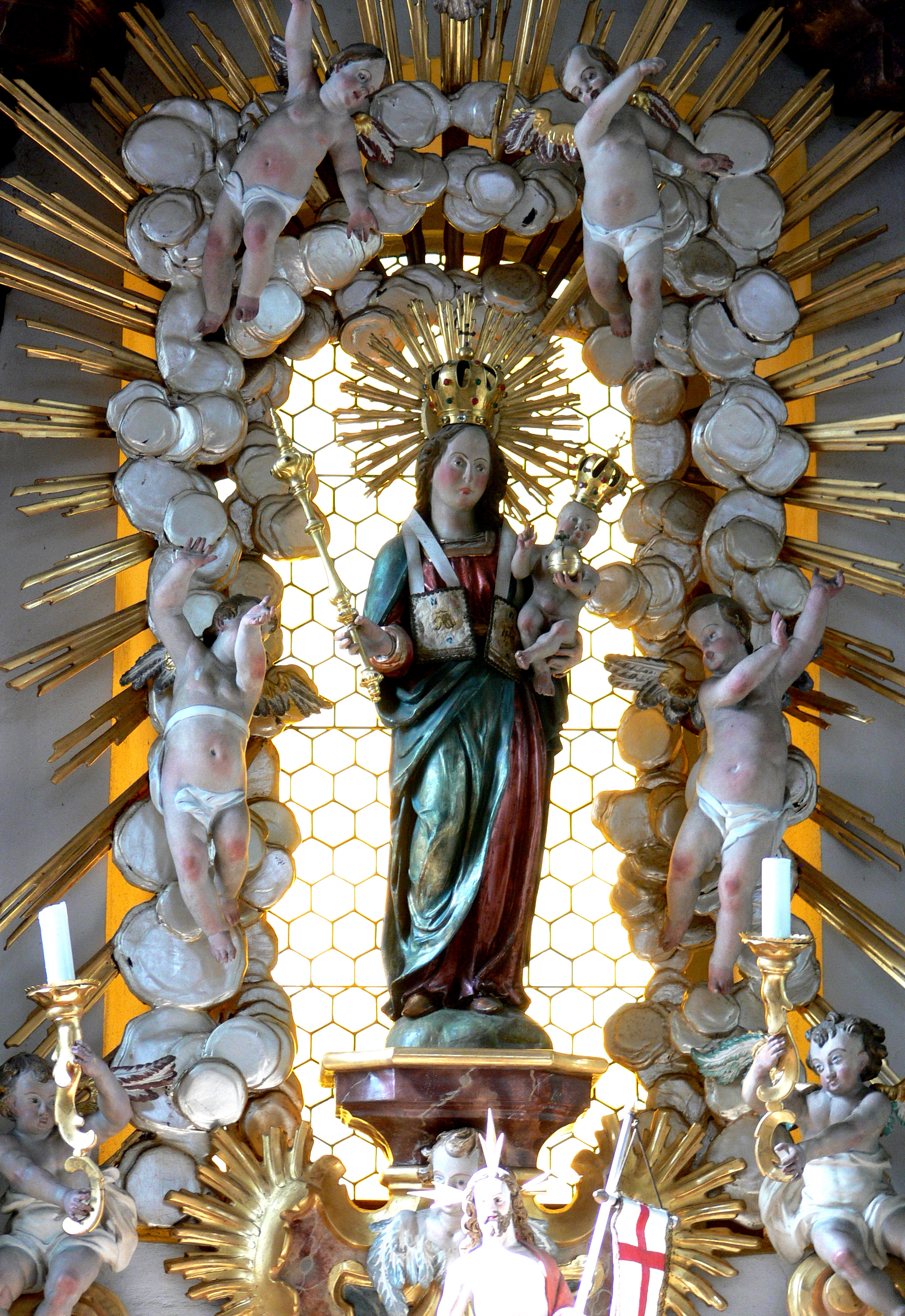
Marienstatue in der Wallfahrtskirche

Das Skapulier war ein Kleidungsstück für Mönche. Für Maria war es ein (Schutz-)Mantel. Auf dem Berge Karmel im Heiligen Land wurde der Ritterorden Maria vom Berg Karmel gegründet. Das Skapulierfest ist ein Patroziniumsfest für Maria vom Berg Karmel, der die Kirche in Baitenhausen gewidmet ist. Eine Prozession findet am Skapulierfest statt.

## Erntedankfest

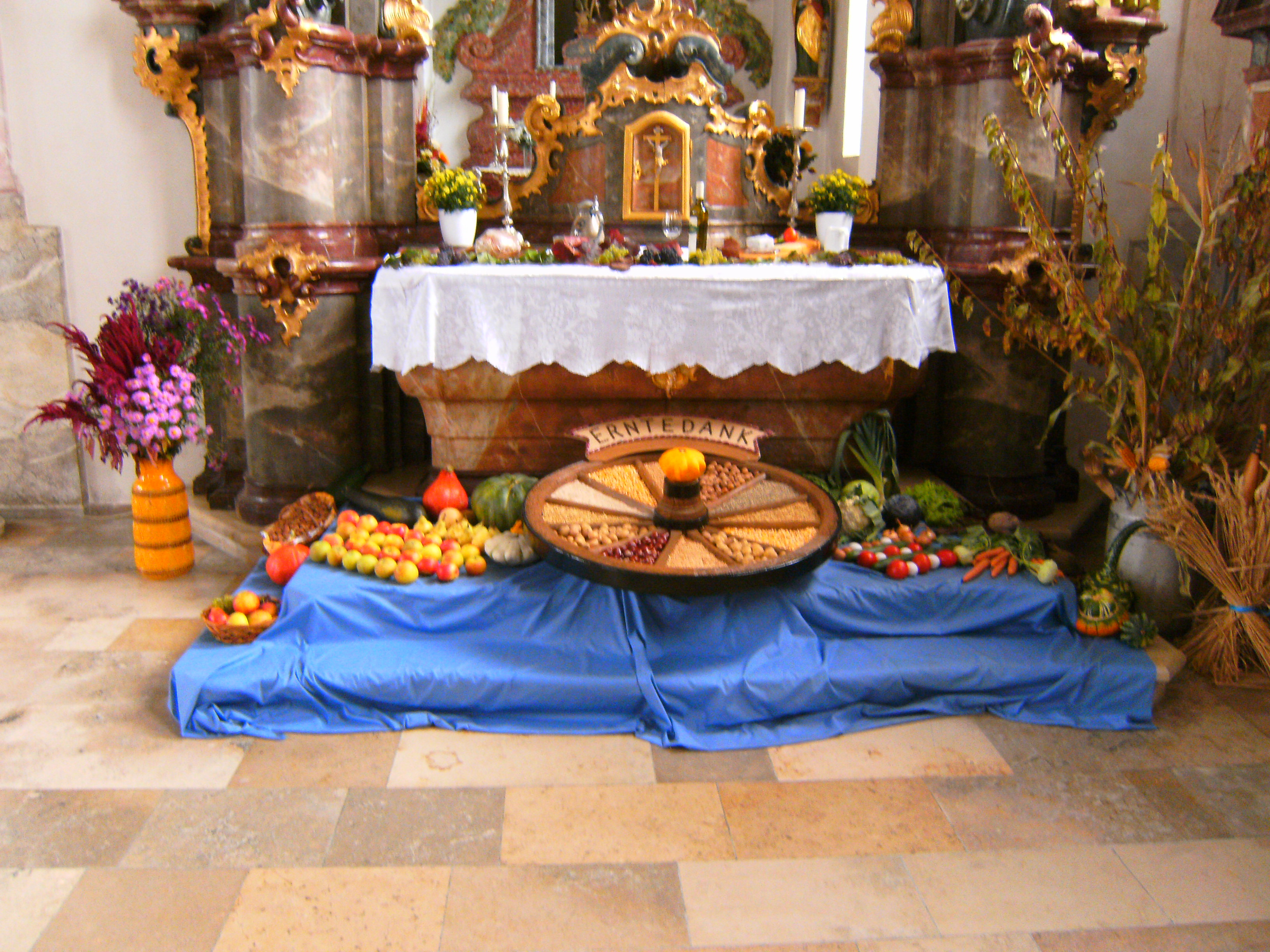
Wallfahrtskirche Baitenhausen: Erntedankfest – Altarschmuck

Für das Erntedankfest wird der Altar mit Früchten, Saaten und Gemüse aus Baitenhausen geschmückt.